# Xian de Maguan
Le xian de Maguan (马关县 ; pinyin : Mǎguān Xiàn) est un district administratif de la province du Yunnan en Chine. Il est placé sous la juridiction de la préfecture autonome zhuang et miao de Wenshan.

## Démographie
La population du district était de 344 511 habitants en 1999.